# Lance Thomas
Lance Thomas (ur. 24 kwietnia 1988 w Nowym Jorku) – amerykański koszykarz, występujący na pozycji skrzydłowego.
W 2006 wystąpił w meczu gwiazd amerykańskich szkół średnich - McDonald’s All-American.
29 czerwca 2019 został zwolniony przez New York Knicks.
27 września 2019 został zawodnikiem Brooklyn Nets. 19 października opuścił klub. 14 lipca 2020 zawarł kolejną umowę z zespołem z Brooklynu.

## Osiągnięcia
Stan na 6 grudnia 2020, na podstawie, o ile nie zaznaczono inaczej.
NCAA
- Mistrz:
  - NCAA (2010)[7]
  - turnieju konferencji Atlantic Coast (ACC – 2009, 2010)
  - sezonu regularnego ACC (2010)
- Uczestnik rozgrywek:
  - Sweet 16 turnieju NCAA (2009, 2010)
  - turnieju NCAA (2007–2010)
- Zaliczony do I składu defensywnego ACC (2010)

D-League
- Uczestnik meczu gwiazd D-League (2012)

Reprezentacja
- Brązowy medalista igrzysk panamerykańskich (2011)[8]
- Mistrz Ameryki U–18 (2006)